# 솔붓꽃
솔붓꽃(Iris ruthenica)은 백합목 붓꽃과에 속하는 외떡잎식물 여러해살이풀로써 대한민국 멸종위기 식물이다.

## 특징
솔붓꽃의 꽃은 4~5월에 피며 색상은 보라색이며 꽃자루 끝에 두개씩 달린다. 높이는 8~13cm로 자라며, 잎은 비함몰상 타원형으로 길이는 15cm 정도 나비 4mm정도 나며, 열매는 둥근 모양이다. 솔붓꽃은 환경부 멸종위기 야생생물 II급로 지정되어있다.

## 분포 지역
솔붓꽃은 대한민국 지역인 대구, 충남, 경기의 일부 지역과 전라남도 해안과 중국에서 자란다.

## 쓰임새
솔붓꽃의 뿌리는 솔 제조용과 뿌리줄기는 약재로 쓰인다.

## 이름
솔붓꽃이란 이름은 이 풀의 뿌리를 말려 밥솥을 닦을 때 솔로 쓰는 데서 생긴 이름이다. 가는 붓꽃, 자포연미라고 부르기도 한다. 예로부터 대한민국과 만주의 습지에 자라는 풀로 소사간화, 소사간이라 불렀으나 현재는 부채붓꽃이라 부르기도 한다.

## 갤러리

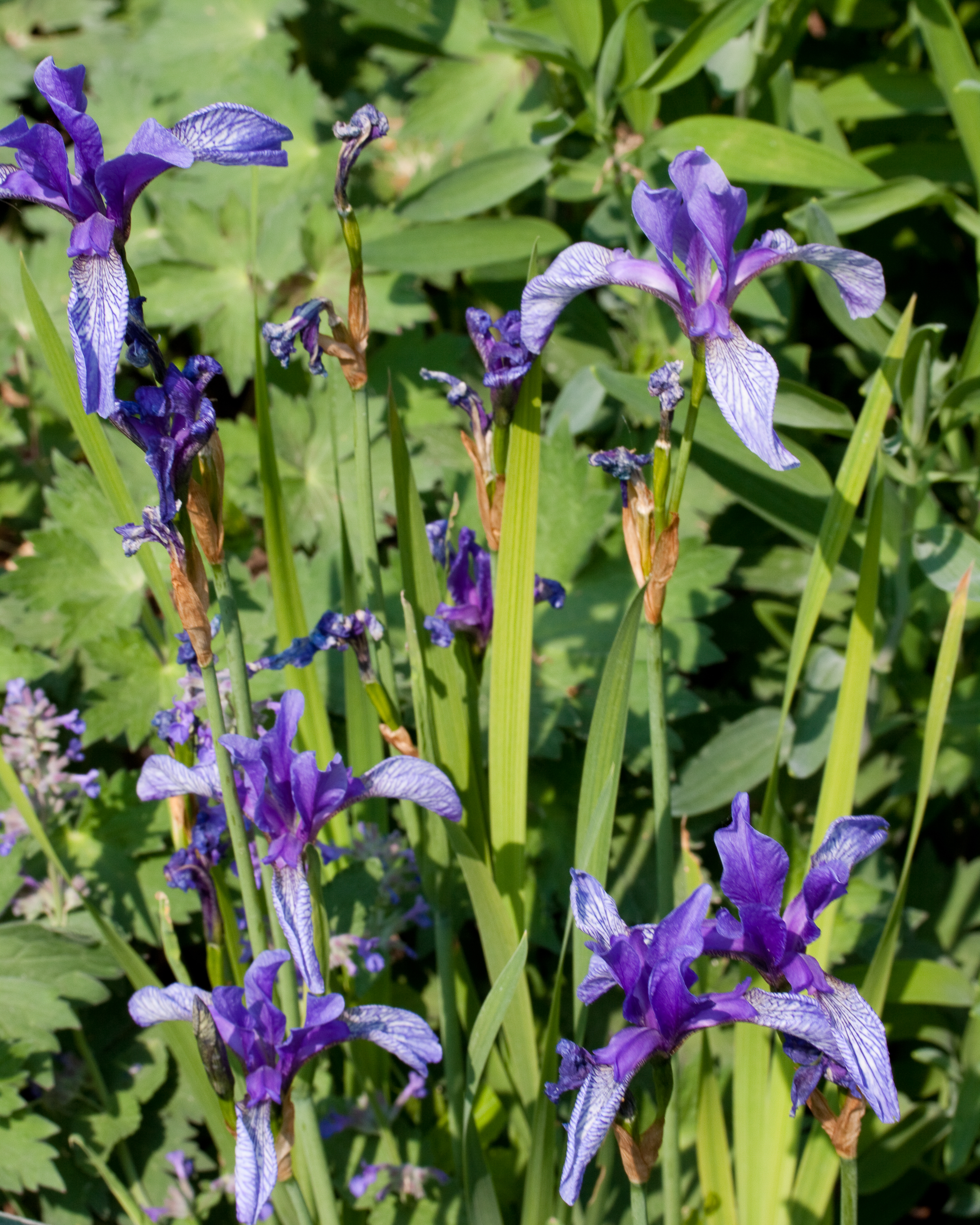
솔붓꽃
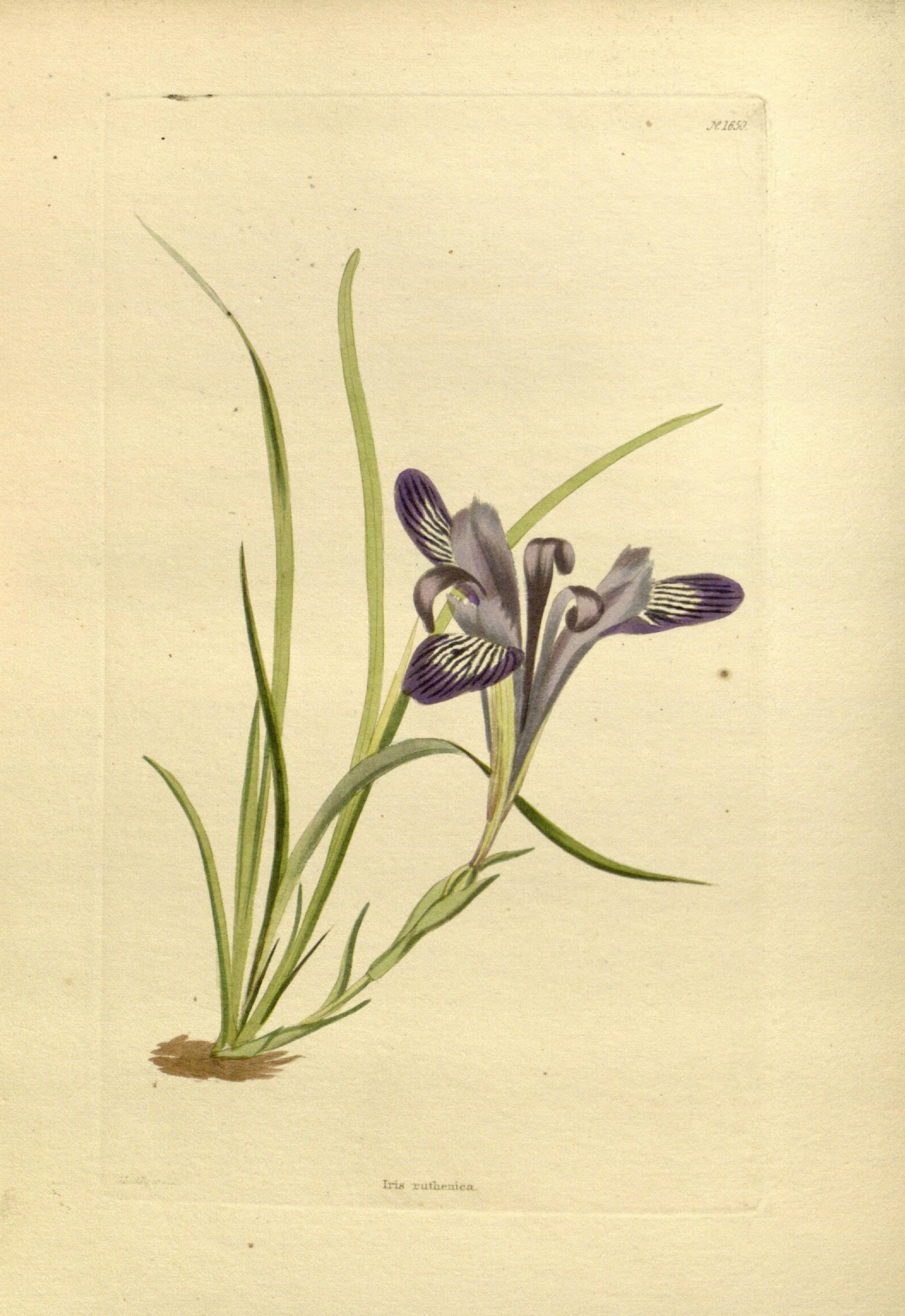
솔붓꽃 그림1
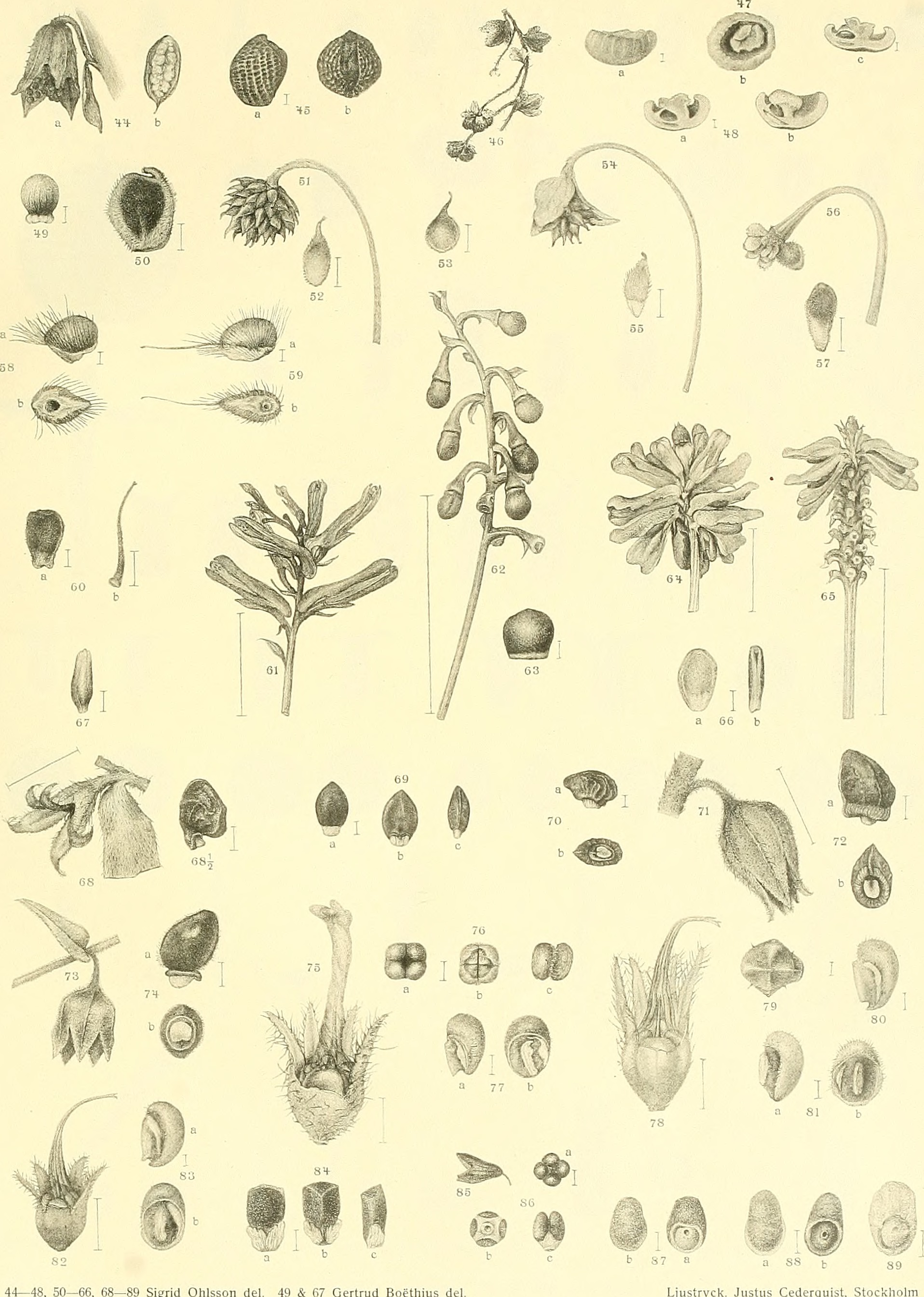
솔붓꽃 그림2